# Kaiserpokal 1953
Der Kaiserpokal 1953 war die 33. Austragung des Kaiserpokals, des höchsten japanischen Fußballpokalwettbewerbs. Sieger des Wettbewerbs waren die All Kwangaku.

## Ergebnisse

### Achtelfinale
|                                | Ergebnis |                           |
| ------------------------------ | -------- | ------------------------- |
| Toyama Club                    | 0:2      | Osaka Club                |
| All Rikkyō                     | 4:1      | Tōhoku-Gakuin-Universität |
| Chūō-Universität               | 8:0      | Kagoshima Club            |
| Toyo Industries                | 4:0      | All Dōshisha-Universität  |
| Muroran Club                   | -        | All Kwangaku              |
| Pädagogische Universität Tokio | 3:1      | All Yamanashi             |
| Matsuyama MUC                  | 2:6      | Rokko Club                |
| All Keiō                       | 9:0      | Kariya Club               |

### Viertelfinale
|                  | Ergebnis |                                |
| ---------------- | -------- | ------------------------------ |
| Osaka Club       | 3:1      | All Rikkyō                     |
| Chūō-Universität | 1:2      | Toyo Industries                |
| All Kwangaku     | 2:1      | Pädagogische Universität Tokio |
| Rokko Club       | 1:3      | All Keiō                       |

### Halbfinale
|              | Ergebnis |                 |
| ------------ | -------- | --------------- |
| Osaka Club   | 3:1      | Toyo Industries |
| All Kwangaku | 2:1      | All Keiō        |

### Spiel um Platz 3
|                 | Ergebnis |          |
| --------------- | -------- | -------- |
| Toyo Industries | 0:8      | All Keiō |

### Finale
|            | Ergebnis |              |
| ---------- | -------- | ------------ |
| Osaka Club | 4:5      | All Kwangaku |